# دستور غذا

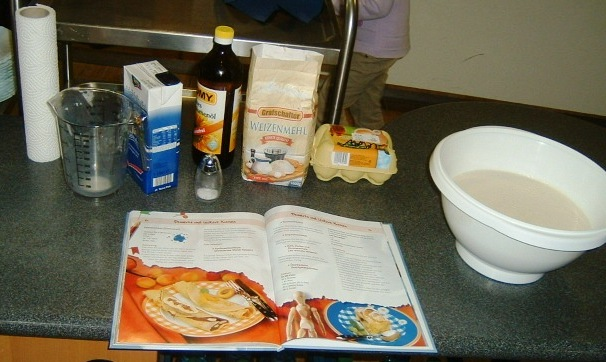
دستور غذا در یک کتاب آشپزی برای پخت پنکیک

دستور غذا مجموعه‌ای از دستورالعمل‌ها است که چگونگی تهیه و آماده‌سازی چیزی، به خصوص یک غذا را شرح می‌دهد. این واژه در پزشکی (نسخه) و فناوری اطلاعات (پذیرش کاربر) نیز کاربرد دارد.

## تاریخچه

### نمونه‌های اولیه

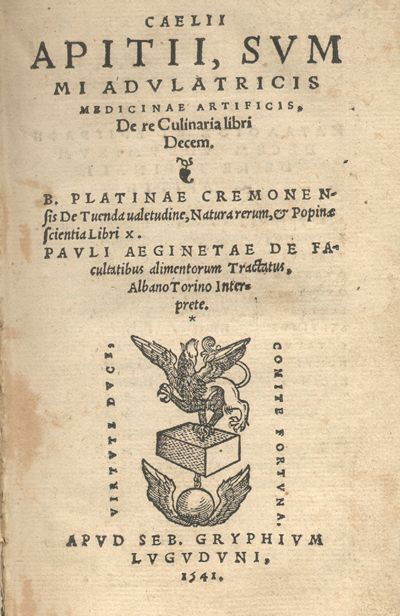
Apicius, De re culinaria، مجموعه ای اولیه از دستور پخت هاا.

قدیمی‌ترین دستورهای پخت نوشته شده شناخته شده به سال ۱۷۳۰ قبل از میلاد برمی‌گردد و بر روی لوح‌ها به خط میخی که در بین‌النهرین پیدا شده‌اند، ثبت شده‌اند.
دیگر دستورهای پخت اولیه نوشته شده به حدود ۱۶۰۰ قبل از میلاد برمی‌گردند و از یک لوح اکدی در جنوب بابل به دست آمده‌اند. همچنین آثار دیگری در مصر باستان به زبان هیروگلیف وجود دارد که تهیه غذا را به تصویر می‌کشد.
بسیاری از دستورهای پخت باستانی یونانی شناخته شده‌اند. کتاب آشپزی میتائیکوس یکی از کتاب‌های اولیه بود، اما بیشتر آن گم شده است؛ آتنائوس یک دستور پخت کوتاه را در کتاب خود Deipnosophistae نقل می‌کند. او به بسیاری از کتاب‌های آشپزی دیگر اشاره می‌کند که همه آن‌ها گم شده‌اند.
دستورهای پخت رومی از قرن ۲ قبل از میلاد با De Agri Cultura نوشته کاتو پیر شناخته شده‌اند. بسیاری از نویسندگان این دوره آشپزی مدیترانه شرقی را به زبان‌های یونانی و لاتین توصیف کرده‌اند. برخی از دستورهای پخت فنیقی به زبان‌های یونانی و لاتین ترجمه شده‌اند.
مجموعه بزرگ دستورهای پخت De re coquinaria، که به‌طور سنتی Apicius نامیده می‌شود، در قرن ۴ یا ۵ ظاهر شد و تنها کتاب آشپزی کامل باقی‌مانده از دنیای کلاسیک است. این کتاب دوره‌های مختلف یک وعده غذایی را به عنوان Gustatio (پیش‌غذا)، Primae Mensae (غذای اصلی) و Secundae Mensae (دسر) فهرست می‌کند. هر دستور پخت با فرمان لاتین "Take... ," "Recipe...." آغاز می‌شود.
دستور پخت‌های عربی از قرن ۱۰ مستند شده است، به الوراق و البغدادی مراجعه کنید.
قدیمی‌ترین دستور پخت در آشپزی فارسی به قرن ۱۴ برمی‌گردد. چندین دستور پخت از زمان صفویان باقی مانده است، از جمله کارنامه (۱۵۲۱) نوشته محمدعلی باورچی که شامل دستور پخت بیش از ۱۳۰ غذای مختلف و شیرینی است، و مدت‌الحیات (۱۵۹۷) نوشته نورالله آشپز. کتاب‌های دستور پخت از دوره قاجار بسیار زیاد هستند، که برجسته‌ترین آن‌ها خوراک‌های ایرانی نوشته نادر میرزا است.
در آثار قدیمی انگلیسی، یک دستور پخت به نام "receipt" شناخته می‌شد. هر دو کلمه "receipt" و "recipe" در اصل برای اشاره به دستورالعمل‌هایی در مورد نحوه تجویز دارو استفاده می‌شدند.

پادشاه ریچارد دوم انگلستان در سال ۱۳۹۰ یک کتاب دستور پخت به نام Forme of Cury را سفارش داد، و در همین زمان، کتاب دیگری به نام Curye on Inglish منتشر شد که "cury" به معنای آشپزی است. هر دو کتاب تصویری از نحوه تهیه و سرو غذا برای طبقات اشرافی در انگلستان در آن زمان ارائه می‌دهند. ذائقه لوکس اشراف در دوره مدرن اولیه آغازگر آنچه می‌توان کتاب دستور پخت مدرن نامید، بود. تا قرن ۱۵، نسخه‌های متعددی از دستورهای پخت روز منتشر می‌شد. بسیاری از این نسخه‌ها اطلاعات بسیار خوبی ارائه می‌دهند و بازگشت به کشف بسیاری از گیاهان و ادویه‌ها از جمله گشنیز، جعفری، ریحان و رزماری را ثبت می‌کنند که بسیاری از آن‌ها از جنگ‌های صلیبی به ارمغان آورده شده بودند.

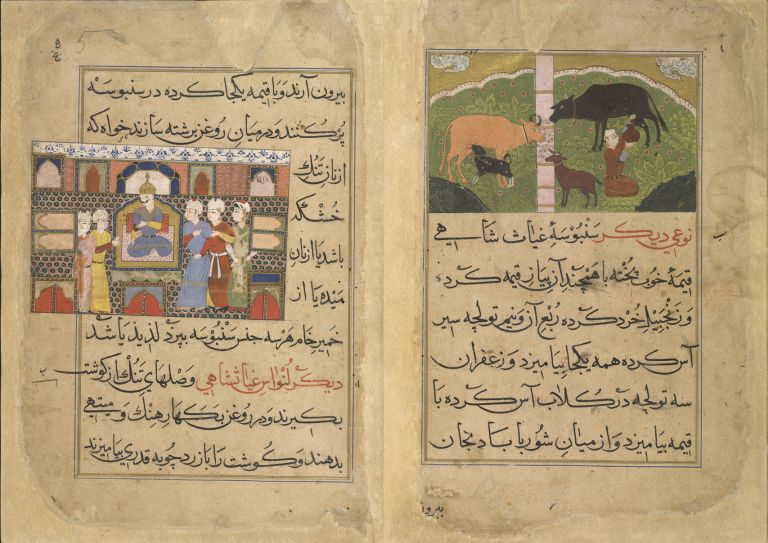
صفحه ای از نعمت نامه ناصرالدین شاهی ، کتاب غذاهای لذیذ و دستور پخت غذا. این هنر زیبای ساخت خیر را مستند می‌کند.
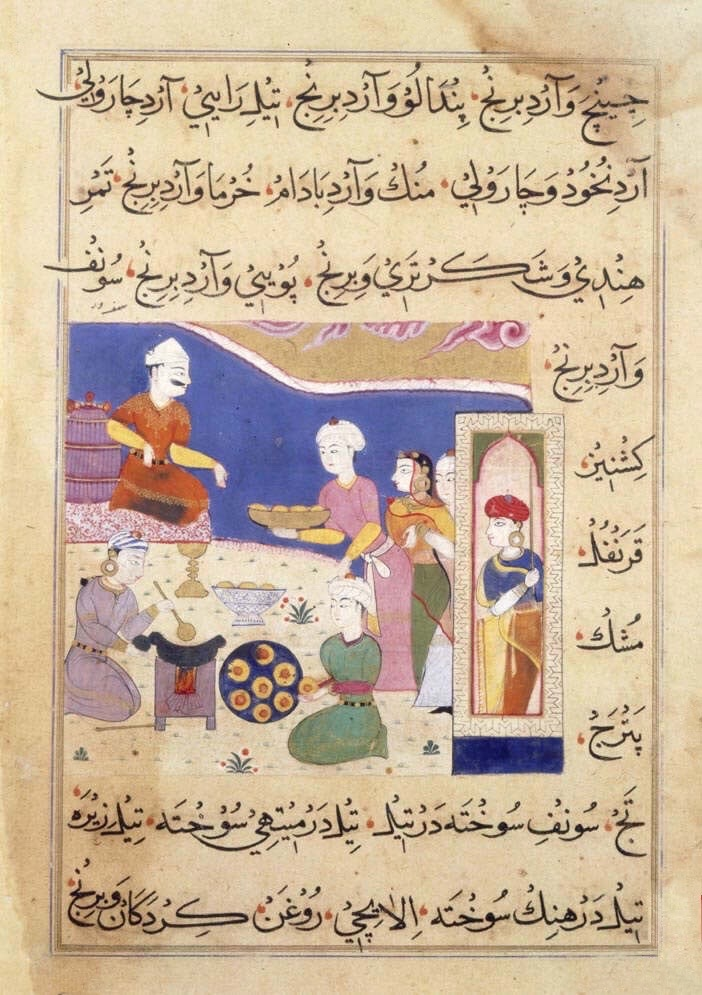
نسخه خطی هندی قرون وسطی ( حدود قرن شانزدهم) که نشان می‌دهد سمبوسه سرو می‌شود.

### دستور پخت‌های مدرن و توصیه‌های آشپزی

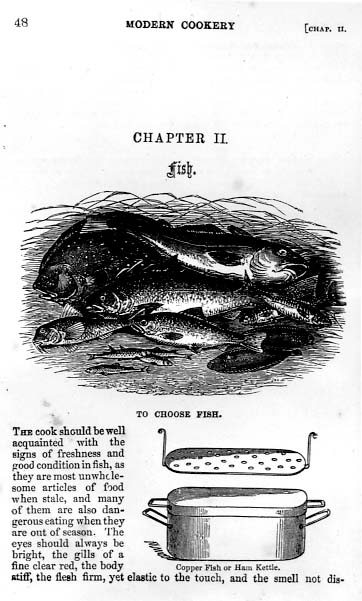
از آشپزی مدرن برای خانواده‌های خصوصی اثر الیزا اکتون (لندن: لانگمنز، گرین، ریدر، و دایر، ۱۸۷۱. ص. ۴۸.)

با ظهور چاپخانه در قرن‌های ۱۶ و ۱۷، کتاب‌های متعددی دربارهٔ مدیریت خانواده و تهیه غذا نوشته شد. در هلند و انگلستان رقابت بین خانواده‌های اشرافی برای تهیه مجلل‌ترین ضیافت‌ها افزایش یافت. تا دهه ۱۶۶۰، آشپزی به یک هنر تبدیل شده بود و آشپزهای خوب مورد تقاضا بودند. بسیاری از آن‌ها کتاب‌های خود را منتشر کردند و دستورهای پخت خود را در رقابت با رقبای خود ارائه دادند. بسیاری از این کتاب‌ها ترجمه شده و به صورت آنلاین در دسترس هستند.
در قرن نوزدهم، مشغله ویکتوریایی برای احترام خانگی باعث ظهور نوشتار آشپزی به شکل مدرن آن شد. اولین نویسنده آشپزی مدرن و گردآورنده دستور العمل‌های خانگی، الیزا اکتون، اگرچه شهرت و توجه ایزابلا بیتون را تحت الشعاع قرار داد. کتاب آشپزی پیشگام او، آشپزی مدرن برای خانواده‌های خصوصی که در سال ۱۸۴۵ منتشر شد، به جای آشپز یا سرآشپز حرفه ای، مخاطبان داخلی را هدف قرار داد. این بسیار تأثیرگذار بود و قالبی برای نوشتن مدرن در مورد آشپزی ایجاد کرد. این رسم جهانی فهرست کردن مواد تشکیل دهنده را معرفی کرد و زمان‌های پخت را با هر دستور پخت پیشنهاد کرد. این شامل اولین دستور پخت کلم بروکسل بود. دلیا اسمیت، سرآشپز معاصر، اکتون را «بهترین نویسنده دستور غذاها در زبان انگلیسی» نامید. آشپزی مدرن مدت‌ها از Acton جان سالم به در برد و تا سال ۱۹۱۴ در چاپ باقی ماند و اخیراً به صورت فکس در دسترس است.
تا قرن ۱۹، دغدغه ویکتوریایی برای احترام به منزلت خانگی باعث ظهور نوشتار آشپزی به شکل مدرن آن شد. اگرچه ایزابل بیتون در شهرت و اعتبار بر او سایه افکنده بود، اما اولین نویسنده مدرن آشپزی و گردآورنده دستورهای پخت برای خانه الیزا آکتون بود. کتاب آشپزی پیشگام او، Modern Cookery for Private Families که در سال ۱۸۴۵ منتشر شد، به خواننده خانگی به جای آشپز یا سرآشپز حرفه‌ای هدف‌گذاری شده بود. این کتاب تأثیر زیادی داشت و فرمت نوشتن مدرن دربارهٔ آشپزی را تأسیس کرد. این کتاب عمل فهرست کردن مواد لازم و زمان‌های پیشنهادی پخت را با هر دستور معرفی کرد و شامل اولین دستور برای کلم بروکسل بود. سرآشپز معاصر دلیا اسمیت، آکتون را «بهترین نویسنده دستورهای پخت به زبان انگلیسی» نامید. Modern Cookery مدت‌ها پس از آکتون باقی ماند و تا سال ۱۹۱۴ چاپ می‌شد و به تازگی در نسخه‌های فاکسیمیلی در دسترس قرار گرفت.

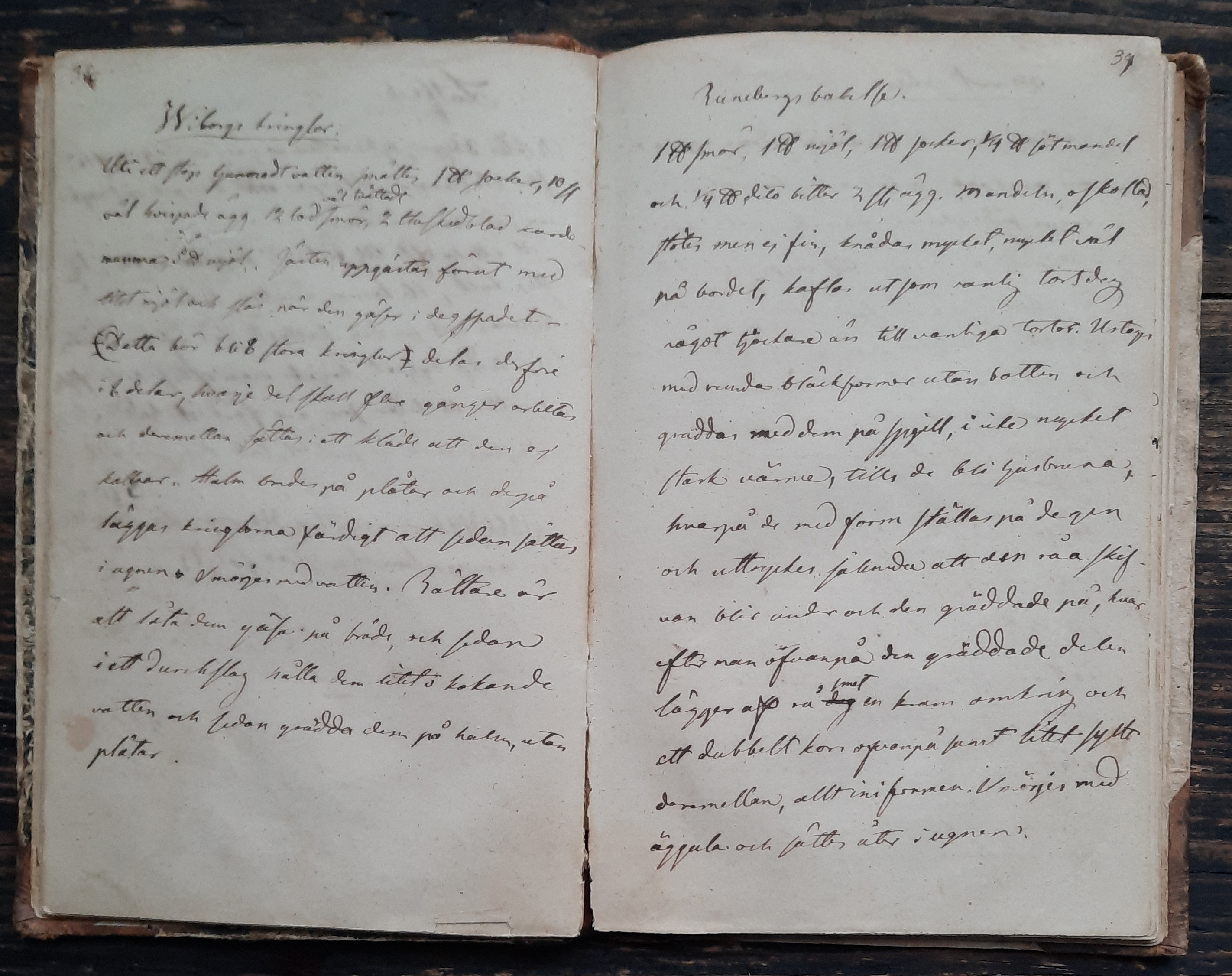
دستور غذای اصلی فردریکا رونبرگ از دهه ۱۸۵۰ برای " Runebergsbakelse "

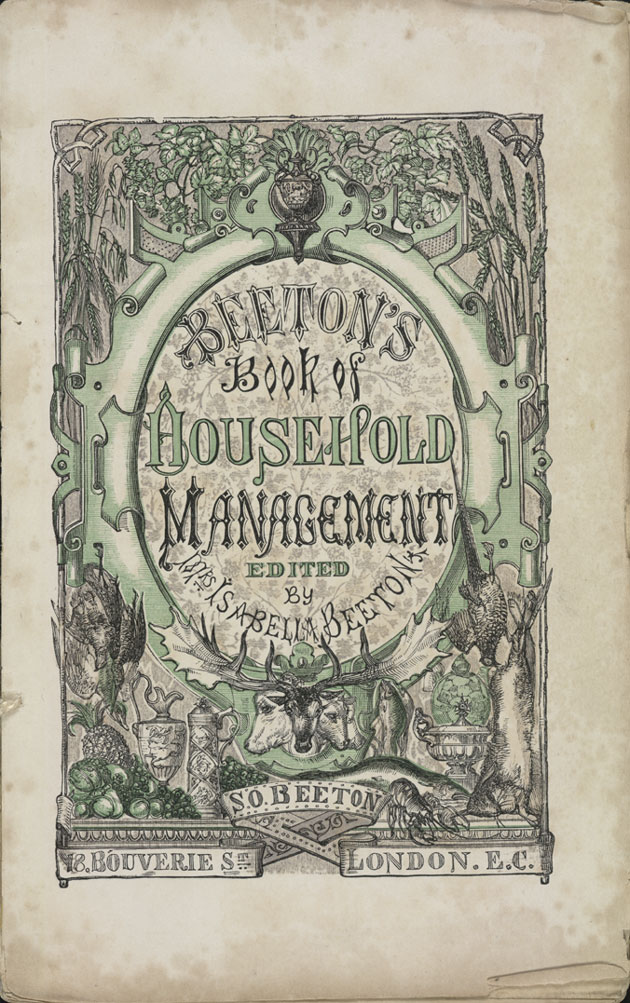
عنوان کتاب مدیریت خانگی بیتون

کار الیزا آکتون تأثیر مهمی بر ایزابل بی‌تون داشت، که کتاب مدیریت خانواده خانم بیتون را در ۲۴ قسمت ماهانه بین سال‌های ۱۸۵۷ و ۱۸۶۱ منتشر کرد. این کتاب راهنمایی برای مدیریت یک خانواده دوره ویکتوریایی بود و شامل مشاوره‌هایی در مورد مد، مراقبت از کودکان، دام‌پروری، سموم، مدیریت خدمتکاران، علم، دین و صنعتی‌سازی بود. از ۱٬۱۱۲ صفحه، بیش از ۹۰۰ صفحه شامل دستورهای پخت بود. بیشتر آن‌ها با چاپ‌های رنگی تصویرسازی شده بودند. گفته می‌شود که بسیاری از دستورها از نویسندگان قبلی مانند آکتون سرقت ادبی شده بودند، اما خانواده بیتون هرگز ادعا نکردند که محتوای کتاب اصلی است. این کتاب به عنوان یک راهنمای قابل اعتماد برای طبقات متوسطه‌ای که در حال پیشرفت بودند، طراحی شده بود.
آشپز آمریکایی فانی فارمر (۱۸۵۷–۱۹۱۵) در سال ۱۸۹۶ اثر معروف خود کتاب آشپزی مدرسه آشپزی بوستون را منتشر کرد که شامل حدود ۱٬۸۴۹ دستور پخت بود.

## اجزاء

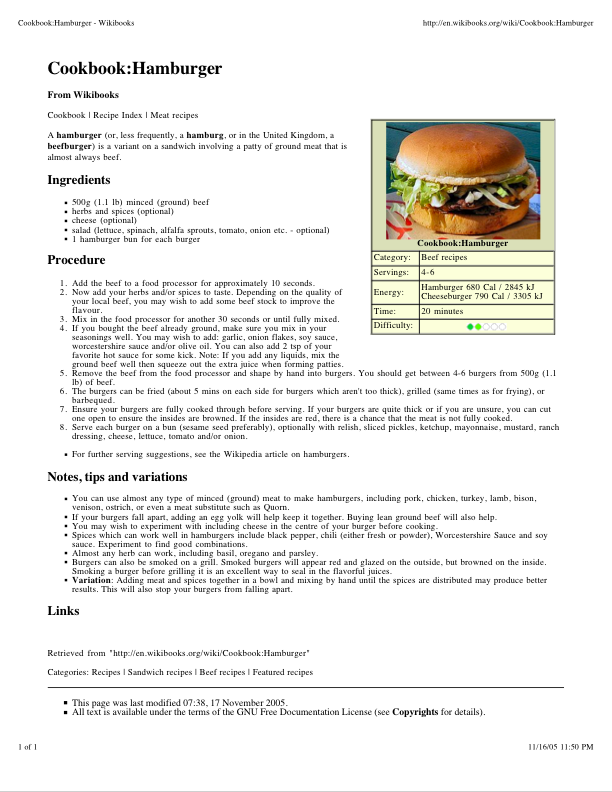
یک نمونه دستور پخت، چاپ شده از کتاب آشپزی Wikibooks

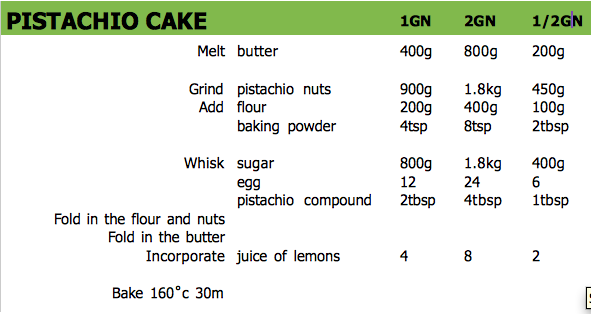
دستور غذا با مواد ادغام شده در روش

فرمت‌بندی یک دستور پخت می‌تواند به روش‌های مختلفی انجام شود، اما دو فرمت معمول وجود دارد. یکی از فرمت‌های معمول اطلاعات را در دو ستون نمایش می‌دهد، یکی برای دستورالعمل‌ها و دیگری برای مواد لازمی که مورد نیاز است. فرمت دیگر اطلاعات را در یک پاراگراف بلوکی جامد نمایش می‌دهد که به‌طور متناوب بین مواد لازم و دستورالعمل‌ها قرار دارد.
دستور العمل‌های آشپزی مدرن معمولاً از چندین جزء تشکیل شده است.
- نام دستور (ریشه‌ها/تاریخچه غذا).
- مقدار تولید: تعداد وعده‌هایی که این غذا فراهم می‌کند.
- فهرست تمام مواد لازم به ترتیب استفاده. توصیف مرحله به مرحله دستورالعمل‌ها.
- فهرست مواد لازم بر اساس مقدار (می‌توان اندازه‌گیری‌ها را اختصار کرد: oz به جای اونس؛ tbsp به جای قاشق غذاخوری)[۲۳]
- زمان لازم برای تهیه غذا، به علاوه زمان پخت غذا.
- تجهیزات لازم برای تهیه غذا.
- روش‌های پخت. دما و زمان پخت در صورت نیاز.
- روش‌های سرو (سرو شده در حالت گرم/سرد).
- بررسی غذا (آیا این غذا را به یک دوست توصیه می‌کنید؟).
- عکس غذا (اختیاری).
- ارزش غذایی: کمک به محدودیت‌های غذایی. شامل تعداد کالری یا گرم در هر وعده.

نویسندگان دستورهای آشپزی گاهی نیز تنوع‌های متفاوت از یک غذای سنتی را فهرست می‌کنند تا طعم‌های مختلفی از همان دستورها را ارائه دهند.
نویسندگان دستورها ممکن است یک روایت قبل یا بعد از دستور غذا اضافه کنند تا به اهمیت دستور بیفزایند. این روایت‌ها شامل ارزش‌های فرهنگی یا داستان‌های شخصی مرتبط با غذا هستند.

### دستورهای فرعی
یک زیر دستور یا زیر دستورالعمل، دستوری برای یک ماده است که در دستور اصلی به آن اشاره خواهد شد.
زیر دستورها معمولاً برای ترکیب‌های ادویه، سس‌ها، کانفیت‌ها، ترشی‌ها، مرباها، چاتنی‌ها یا چاشنی‌ها هستند. گاهی زیر دستور نیاز دارد که ماده برای چند ساعت، شب یا بیشتر نگه‌داری شود، که این موضوع می‌تواند برای آشپزهای خانگی ناامیدکننده باشد زیرا به این معنی است که دستور اصلی نمی‌تواند در یک جلسه یا روز واحد تهیه شود. زیر دستورهایی که دیر کشف می‌شوند و به ماده‌ای نیاز دارند که آشپز در دسترس ندارد، به معنی یک سفر خرید ویژه یا تلاش برای پیدا کردن یک جایگزین است.
دستور العمل‌های فرعی، و کتاب‌های آشپزی حاوی آنها، اغلب به عنوان هدف آشپزهای معمولی توصیف نمی‌شوند. بازبینان به یافتن کاربردهای جایگزین برای دستور العمل‌های فرعی باقی مانده اشاره کرده‌اند.
زیر دستورها و کتاب‌های آشپزی که شامل آن‌ها هستند، اغلب به عنوان کتاب‌هایی توصیف می‌شوند که برای آشپزهای غیرحرفه‌ای هدف‌گذاری نشده‌اند. منتقدان به یافتن کاربردهای جایگزین برای زیر دستورهای باقی‌مانده اشاره کرده‌اند.
کتاب‌های آشپزی که شامل زیر دستورها هستند، شامل نوار شیر موموفوکو نوشته کریستینا تسی (2011) و پادشاهی گیاهان نوشته تری برایانت (۲۰۲۰) است.

## دستور پخت‌های تلویزیونی و اینترنتی
تا اواسط قرن بیستم، هزاران کتاب آشپزی و دستور پخت در دسترس بود. انقلاب بعدی با معرفی آشپزهای تلویزیونی آغاز شد. اولین آشپز تلویزیونی در جهان فیلیپ هاربن بود که برنامه‌ای در بی‌بی‌سی به نام Cookery را در ژوئن ۱۹۴۶ آغاز کرد. چند ماه بعد، برنامه I Love to Eat که توسط جیمز بیرد ارائه می‌شد که اولین برنامه از این نوع در ایالات متحده بود. برنامه‌های آشپزی تلویزیونی دستورها را به مخاطبان جدیدی معرفی کردند. در روزهای اولیه، دستورها از طریق پست از بی‌بی‌سی در دسترس بودند؛ و بعداً با معرفی CEEFAX، متن دستورها روی صفحه تلویزیون قابل دسترسی شدند.
اولین گروه خبری یوزنت اینترنتی که به آشپزی اختصاص داشت، net.cooks بود که در سال ۱۹۸۲ ایجاد شد و بعداً به rec.food.cooking تغییر نام داد. این گروه به عنوان یک انجمن برای به اشتراک‌گذاری فایل‌های متنی دستورها و تکنیک‌های آشپزی عمل می‌کرد.
در ایالات متحده در سال ۲۰۰۸، تمرکز مجددی بر روی آشپزی در خانه به دلیل رکود اقتصادی اواخر دهه ۲۰۰۰ ایجاد شد. آشپزی در خانه در ایالات متحده نیز در اوایل دهه ۲۰۲۰ در دوران همه‌گیری کرونا الهام‌بخش شد.
فراوانی چندرسانه‌ای در دستورهای غذایی مدرن باعث شده که این دستورها برای آشپزهای آماتور خانگی بیشتر در دسترس باشند. دسترسی به کتاب‌های آشپزی آنلاین همچنین به آشپزهای خانگی کمک می‌کند تا مهارت‌های خود را بهبود بخشند و هویت‌های فرهنگی که کتاب‌های آشپزی دارند را درک کنند.
شبکه‌های تلویزیونی مانند فود نت‌ورک و مجلات هنوز منبع اصلی اطلاعات دستورها هستند، با آشپزهای بین‌المللی مانند جیمی الیور، گوردون رمزی، نیگلا لاوسون و راشل ری که برنامه‌های پرمخاطب دارند و وب‌سایت‌های اینترنتی را برای ارائه جزئیات همه دستورهای خود پشتیبانی می‌کنند. این برنامه‌ها با برنامه‌های تلویزیونی واقع‌نما مانند سرآشپز برتر یا سرآشپز آهنی و بسیاری از وب‌سایت‌های اینترنتی که دستورهای رایگان ارائه می‌دهند، همراه شده‌اند، اما کتاب‌های آشپزی همچنان به محبوبیت خود ادامه می‌دهند.

## حق چاپ
طبق قوانین حق نشر ایالات متحده، دستورهای غذایی در حوزه عمومی قرار دارند. با این حال، مجموعه‌ای از دستورها، مانند یک کتاب آشپزی، می‌تواند حق نشر داشته باشد. علاوه بر این، اطلاعات همراه با دستور، مانند عکس‌های غذا یا یادداشت‌هایی که زمینه فرهنگی آن را توصیف می‌کنند، می‌توانند حق نشر داشته باشند.